# Ка-8
Ка-8 — сверхлёгкий одноместный вертолёт соосной схемы, первый вертолёт Н.И. Камова. Представлял собой простую конструкцию из стальных труб с открытым креслом для лётчика, укреплённую на шасси в виде двух надувных цилиндрических баллонетов. Двигатель вращал в противоположных направлениях два соосных винта. Эта схема позволила освободить аппарат от сложностей, которые были связаны с компенсацией реактивного вращающего момента с помощью хвостового винта. Вертолёт отличался малыми габаритами, высокой манёвренностью, возможностью взлёта и посадки на малых площадках. Всего построено 3 экземпляра.
Ка-8 впервые поднял в воздух 12 ноября 1947 года лётчик-испытатель М.Д. Гуров. 25 июля 1948 года, во время парада в Тушине в честь дня Воздушного флота, Гуров на Ка-8 взлетел с платформы ЗИС-5, пролетел по кругу и совершил посадку на ту же площадку на грузовике. На надувных баллонетах было написано "Иркутянин" в честь родины Николая Ильича.
Новый летательный аппарат вызвал живой интерес военных моряков. Предполагалось использовать Ка-8 на кораблях как вертолёт связи и как разведовательный вертолёт. После парада в Главкомате ВМФ СССР появилась идея создания КБ под руководством Камова Н.И. для проектирования вертолёта связи Ка-10 .

## Лётно-технические характеристики
Источник данных: 

Технические характеристики
- Экипаж: 1 чел.
- Длина: 3,70 м
- Диаметр несущего винта: 5,60 м
- Высота: 2,50 м
- Масса пустого: 183 кг
- Нормальная взлётная масса: 320 кг
- Силовая установка: 1 × ПД М-75
- Мощность двигателей: 1 × 27 л. с. (20 кВт) или 1 × 42 л. с. (31 кВт)[3]
- Воздушный винт: 2 соосных  винта {\displaystyle \times } 3 лопасти

Лётные характеристики
- Максимальная скорость: 80 км/ч
- Статический потолок: 50 м
- Динамический потолок: 250 м